# 대한민국 제16대 대통령 선거
대한민국 제16대 대통령 선거는 대한민국의 대통령을 선출하기 위해 2002년 12월 19일 목요일 치러진 선거로, 21세기에 처음으로 치러진 대한민국 대통령 선거이다.
16대 대선은 지난 15대 대선에서 간발의 차로 낙선하고 재도전한 이회창 한나라당 후보와 사상 최초의 국민 참여 경선을 통해 여당의 대통령 후보가 된 해양수산부 장관 출신 노무현 새천년민주당 후보의 양강 구도로 진행되었다.
이회창 후보는 경험이나 세력 면에서 노무현 후보보다 대권 고지에 좀 더 유리할 것으로 점쳐졌으나, 이전 대선부터 불거진 이회창 후보의 두 아들의 병역기피 논란, 노사모를 비롯한 네티즌들의 열성적인 노무현 지지, 정몽준 후보와의 단일화 등에 힘입어 노무현 후보가 당선되었다.

## 선거 정보

### 선거권
만 20세 이상의 대한민국 국민은 선거권이 있었다. 즉, 1982년 12월 19일 이전에 태어난 사람은 투표를 할 자격이 있었다.

### 피선거권
만 40세 이상의 대한민국 국민은 피선거권을 가졌다. 즉, 1962년 12월 19일 이전에 태어난 사람은 후보자가 될 자격이 있었다.

## 후보

### 새천년민주당
새천년민주당은 3월 9일부터 4월 27일까지 한국 정당 역사상 최초로 국민 참여 경선을 실시하고 과반 득표자인 노무현 전, 판사, 변호사, 해양수산부 장관을 대통령 후보로 선출하였다.

### 한나라당
한나라당은 4월 13일부터 5월 9일까지 국민 참여 경선을 실시하고 최다 득표자인 이회창 전 당 총재를 대통령 후보로 선출하였다.

### 민주노동당
민주노동당은 9월 8일 당원들에 의한 단일 후보 찬반 투표를 통해 권영길 당 대표를 대통령 후보로 선출하였다.

### 국민통합21
통합21은 11월 5일 창당대회를 열고 정몽준 의원을 당 대표 및 대통령 후보로 추대하였다.

### 기타

#### 사회당
사회당은 10월 27일 전당대회를 열고 김영규 전 인하대학교 교수를 당 대표 및 대통령 후보로 선출하였다. 김영규 후보는 대의원 찬반투표 결과 전체 투표수의 95%를 득표하였다. 이온규 이엽규 이천규 이상규 이인규 이일근

#### 하나로국민연합
하나로국민연합은 11월 15일 재적 대의원 8,500명 중 8,125명이 참석한 가운데 창당대회를 열고 이한동 전 자유민주연합 총재를 당 대표 및 대통령 후보로 추대하였다.

#### 개혁국민정당 추진위원회
개혁당 추진위는 독자 후보를 내는 대신 노무현 민주당 후보를 지지하기로 하고 이를 10월 12일부터 18일까지 창당 발기인 28,500여명을 대상으로 한 인터넷·모바일 찬반 투표에 부친 결과 총투표수 16,733표 중 15,723표가 찬성으로 나와 노무현 새천년민주당 대통령 후보와의 대선 연대가 결정되었다. 개혁당 추진위는 10월 20일 창당 발기인 대회에서 이를 발표하였으며, 대회에 참석한 노무현 후보는 수락을 선언하였다.

#### 한국미래연합
박근혜 한나라당 부총재는 2001년 12월 11일 한나라당 대선 후보 경선 출마를 공식 선언하였다. 그러나 박근혜 부총재는 2월 28일 이회창 총재의 리더십을 비판하며 한나라당을 탈당하였으며, 이후 신당을 창당하여 독자적으로 대선에 출마할 뜻을 밝혔다. 결국 5월 17일 박근혜 대표가 이끄는 미래연합이 창당되기에 이르렀다. 그러나 한미련은 6·13 지방선거에서 대참패를 당한 뒤 동력을 잃었으며, 그 후 별다른 움직임을 보이지 못하다가 대선 한 달 전 한나라당에 흡수 합당되었다.

#### 장세동 무소속 후보
장세동 전 국가안전기획부장은 10월 21일 무소속 대선 출마를 선언하였다. 그러나 장세동 후보는 12월 18일 당선 가능성이 없다며 사퇴를 선언하였다.

#### 국태민안호국당
호국당은 11월 25일 재적 대의원 645명 중 539명이 참석한 가운데 창당대회를 열고 김길수 법륜사 주지를 당 총재 및 대통령 후보로 추대하였다.

## 경과

### 선거 전 상황
제16대 대선은 민주당의 노무현 후보와 한나라당의 이회창 후보, 두 후보의 양자 대결 구도로 진행되어, 1971년 제7대 대선 이후 최초로 3자, 4자가 아닌 양자 구도로 치러진 대선이 되었다. 그러나 제15대 대선에서 패한 후 차근차근 대권 재도전을 준비해오던 이회창 후보가 한나라당을 완전히 장악하고 있었던 것과 달리, 진보 성향 인사이면서 보수 정당 민주당의 후보가 된 노무현 후보는 끊임없이 당 내부에서 공격을 받고 있었다.
이같은 상황에서 이회창의 당선이 유력시되고 있었으나, 제15대 대선과 마찬가지로 아들 병역기피 의혹에 시달리며 난관에 봉착한데다 노무현후보가 이른바 '노풍'을 일으키며 선풍적 인기를 끌어 승패를 예측할 수 없게 되었다. 또한 노무현 후보는 정몽준 통합21 후보와 극적으로 단일화에 성공, 이를 발판 삼아 이회창 후보의 지지율을 맹추격했다.

### 민주당 후보 재신임
5월 들어 김대중 대통령의 두 아들인 김홍업과 김홍걸의 비리가 불거지며 민주당의 지지율이 하락함과 더불어, 노무현의 지지율도 본격적인 내림세로 돌아서기 시작했다. 이에 노무현은 6.13 지방선거에서 영남권 광역 단체장을 한 명도 당선시키지 못할 경우 재신임을 받겠다고 공약했다.
선거 결과 새천년민주당은 호남과 제주의 광역단체장만 당선되는 등 참패를 기록했다. 노무현은 선거 전 약속한 대로 후보 재신임을 물었고, 민주당 당무회의는 만장일치로 재신임을 의결했다. 민주당 내 최대 계파 모임인 중도개혁 포럼은 이를 인정할 수 없다며 ‘후보·지도부 즉각 사퇴론’을 주장했다.
지방 선거 참패를 계기로 이인제 등 민주당 내 반노무현 세력의 후보 흔들기는 더욱 노골화되는 모습을 보였다.

### 정몽준 의원 출마
대한축구협회장이던 정몽준 무소속 의원은 2002년 한일 월드컵을 유치해내고 성공적으로 개최함으로써 국민들 사이에 선풍적 인기를 얻어 유력 대권 주자가 되었다. 정몽준이 대선에 출마하자 노무현 후보의 지지율은 토막났고, 안 그래도 노무현 후보와 갈등이 있던 당내 상당수 의원들은 노무현 후보를 더 적극적으로 배척하기 시작했다. ‘노무현 흔들기’는 더욱 노골화되었고, ‘후보 단일화론’은 물론이거니와 ‘후보 교체론’까지 나왔다. 노무현은 경쟁력이 없는 만큼 정몽준을 수혈해 대선 새판 짜기에 나서야 하지 않느냐는 정치공학적 판단이었다.
10월 들어서는 아예 노무현의 낙마를 바라는 의원들이 탈당하여 후보 단일화 추진 협의회(후단협)를 만들고 후보 단일화를 주장했는데, 이들은 노무현으로 후보 단일화가 되면 함께 할 수 없다고 발언하였고 정몽준 지지의 속내를 감추지 않았다. 11월 19일 후단협은 정몽준에 대한 공개 지지를 밝혔으며, 심지어 후단협 소속 의원이 정몽준 대표 측에 돈을 요구하기도 했다. 후단협 해체 후 일부 의원은 한나라당에 입당했고, 12명은 민주당에 복당했다.
그러던 10월 17일 김민석 전 민주당 최고위원이 민주당 탈당 및 통합21 합류를 선언했는데, 노무현에게 큰 타격이 되리라는 관측과 달리 오히려 이는 노무현 후보에게 호재로 작용했다. 일반 국민들 사이에서 노무현 후보에 대한 동정론이 불었고, 결국 답보 상태였던 그의 지지율은 20%대를 회복하고 후원금도 크게 늘어난 것으로 드러났다.

### 노무현·정몽준 단일화
단일화 방안으로는 크게 3가지가 제시되었는데, 국민 경선과 여론 조사, 협상 담판이었다. 정몽준 캠프는 11월 1일 양 캠프가 협상·담판을 통해 단일 후보를 정할 것을 제안했고, 노무현 캠프는 11월 3일 국민 참여 50%, 당원 참여 50%로 국민 경선을 실시하는 방식을 제안했다. 또한 여론조사상 노무현 후보에 우위를 점하고 있던 정몽준 후보 측은 여론조사로 단일 후보를 정하는 방안도 긍정적으로 보고 있었다. 통합21은 노무현 캠프의 국민경선 실시 주장에 대해 “국민 경선을 할 시간적 여유가 없다”는 이유로 반대를 표했다. 그러나 노무현 후보의 지지율이 꾸준히 회복해 이미 판세는 이회창 후보가 독주하고 노·정 두 후보가 2위 싸움을 벌이는 1강 2중 구도로 재편되고 있었으므로, 정몽준 캠프로서도 하루 빨리 단일화를 성사시키지 않으면 안 되는 상황이었다.
노무현 후보는 11월 11일, 자신에게 불리한 것으로 여겨지던 여론조사를 통한 단일화를 정식으로 제의하였다. 또한 여론조사 결과 이회창 후보의 지지율이 일정 수준에 미달할 시 그 여론조사는 무효 처리하자는 정몽준 캠프의 주장을 수용하였다. 이에 따라 11월 23일부터 25일까지 주요 언론사에서 실시한 여론조사 결과 중 이회창 후보의 지지율이 가장 낮게 나온 결과보다 단일화 여론조사에서 이회창 후보의 지지율이 더 낮게 나올 시 그 결과는 한나라당 지지자들이 역선택을 했을 가능성이 있는 것으로 보고 무효 처리하기로 하였다. 11월 23일부터 25일까지 실시된 여론조사 중 이회창 후보의 지지율이 가장 낮게 나온 것은 국민일보-월드리서치가 11월 25일 실시한 결과에서의 30.4%였다. 따라서 단일화 여론조사에서 이회창 후보의 지지율이 30.4%보다 낮을 시 그 조사 결과는 무효 처리하도록 했다.
단일화 협의 과정에서 노무현 후보가 단일화 방식 등 쟁점 사항에 있어 통큰 양보를 하는 모습은 국민들에게 좋은 인상을 주었고, 이는 노무현 후보의 지지율이 상승하는 효과로 이어지기도 하였다.
단일화의 방식은 합의되었으나, 여론조사의 설문 내용을 두고도 논란이 일었는데, '노무현 후보와 정몽준 후보 중 누가 더 마음에 드느냐'는 지지도 질문에는 노무현 후보의 지지율이 높게 나오는 반면, '어느 후보가 이회창 후보를 이길 수 있겠느냐'는 경쟁력 질문에는 정몽준 후보의 지지율이 높게 나오는 경우가 많았다. 결국 양 캠프는 조율을 거친 결과 지지도 질문과 경쟁력 질문을 조금씩 섞은 "한나라당 이회창 후보와 견주어 경쟁력 있는 단일후보로 노무현·정몽준 후보 중 누구를 지지하십니까"를 사용하기로 결정하였다.
두 후보는 여론조사 실시에 앞서 텔레비전 토론을 가지기로 했는데, 이에 대해 한나라당은 사전 선거 운동이 될 수 있다며 텔레비전 토론을 허용해선 안 된다고 주장하였다. 결국 중앙선거관리위원회는 한 차례에 한해 텔레비전 토론을 허용하였고, 두 후보 간 토론은 11월 22일 실시되었다.
후보 단일화를 위한 여론조사는 11월 24일 오후 1시부터 8시 30분까지 7시간 반에 걸쳐 실시되었다. 여론조사는 월드리서치와 리서치앤리서치, 2개 업체에 의해 실시되었으며, 한 업체가 각각 2,000명, 총 4,000명을 상대로 실시되었다.
민주당과 통합21은 11월 24일 자정 공동으로 여론조사 결과를 발표하였다. 리서치앤리서치 조사는 응답자 중 이회창 후보 지지율이 32.1%가 나와, 무효 처리되지 않았다. 그러나 월드리서치 조사는 이회창 후보의 지지율이 28.7%로 무효화 기준인 30.4%에 미달하여 무효 처리되었다. 리서치앤리서치 조사 결과 노무현 후보가 46.8%, 정몽준 후보가 42.2%를 얻음으로써 노무현 후보의 승리가 확정되었다. 무효 처리된 월드 리서치 조사 결과 또한 노무현 후보가 38.8%, 정몽준 후보가 37.0%를 얻은 것으로 나타났다.
정몽준 후보는 단일화 여론조사 결과에서 패배함에 따라 사퇴를 선언하고 노무현 후보 지지를 선언하였다. 노무현 후보는 정몽준 후보와의 단일화를 계기로 각종 여론조사에서 이회창 후보를 역전하였다.

### 이인제와 정몽준의 노무현 지지 철회
민주당 대선 후보 경선 당시 2위를 했던 이인제 전 민주당 최고위원은 12월 1일 민주당 탈당을 선언한 데 이어 이틀 뒤인 12월 3일 자유민주연합에 입당하였으며, 입당과 동시에 김종필 자민련 총재의 지명을 받아 총재 권한대행으로 취임하였다. 이인제는 이회창 후보 지지를 선언할 계획으로 자민련에 입당했으나, 김종필 총재의 강력한 의지로 자민련은 12월 12일 당 차원에서 특정 후보를 지지하지 않기로 선언하였다. 다만 당원 및 당직자들이 개별적인 지지를 하는 것은 막지 않기로 해, 이인제는 다수 자민련 의원들과 함께 이회창 지지를 선언하고 이회창 후보 지원 활동에 나섰다.
정몽준 역시 대선 전날인 12월 18일 밤 10시 긴급 발표를 통해 민주당과의 선거 공조 파기, 노무현 후보 지지 철회를 선언하였다. 정몽준은 지지 철회 발표문에서 그 날 유세에서 노무현 후보가 ‘미국과 북한과 싸우면 우리가 말린다’는 표현을 한 것에 노무현 후보의 외교안보 의식에 문제를 느껴 지지를 철회했다고 밝혔다. 노무현 후보와 정대철 민주당 선대위원장 등은 정몽준을 만나기 위해 정몽준의 자택 앞까지 찾아갔으나, 정몽준 대표는 끝내 만나주지 않았다. 하지만 이 모습이 전파를 타며 당시 진보 진영이 민노당 권영길 후보 대신 민주당 노무현 후보로 결집하는 의외의 효과가 일어났다는 분석도 있었다.

## 여론 조사
| 날짜             | 이회창 | 노무현 | 정몽준 | 이인제 | 박근혜 | 권영길 | 이한동 | 비고                        |
| ---------------- | ------ | ------ | ------ | ------ | ------ | ------ | ------ | --------------------------- |
| 2001년 12월 11일 | 24.4   | 8.9    |        | 19.6   |        |        |        |                             |
| 2002년 1월 1일   | 31.7   | 8.2    |        | 16.8   | 8.3    |        |        |                             |
| 2월 11일         | 34.5   | 5.8    | 6.7    | 18.5   | 8.8    |        |        | 민주당 국민경선 도입        |
| 4월 2일          | 27.4   | 28.3   | 7.9    | 13.6   | 6.4    |        |        | 민주당 국민경선 중          |
| 5월 2일          | 32.9   | 43     |        |        |        |        |        | 여야 후보확정               |
| 5월 13일         | 34.7   | 35.3   |        |        | 12.9   |        |        | 최규선게이트, 미래연합 창당 |
| 6월 16일         | 39.6   | 25.6   |        |        | 8.7    |        |        | 6.13 지방선거               |
| 7월 2일          | 34.7   | 22.2   | 17.6   |        | 6.5    |        |        | 월드컵 폐막                 |
| 8월 11일         | 30.8   | 20.8   | 27.4   |        |        |        |        | 8.8 재보선                  |
| 9월 5일          | 30.2   | 17.6   | 29.6   |        |        | 1.7    |        |                             |
| 10월 8일         | 31     | 14.7   | 27.1   |        |        | 1.6    | 0.9    | 정몽준 출마선언             |
| 11월 6일         | 36     | 16.8   | 22.4   |        |        | 2.6    | 0.2    | 민주당 내분                 |
| 11월 26일        | 35.2   | 42.2   |        |        |        | 2.7    | 0.4    | 노무현-정몽준 단일화        |
| 12월 15일        | 35.2   | 41.3   |        |        |        | 4.5    |        |                             |

1. ↑  김정일 서울 와도 대선판도 안 변한다, 동아일보-러시처앤리서치
2. ↑  ,한국일보-미디어리서치.
3. ↑  이회창·이인제, 격차 줄었다 보관됨 2016-03-04 - 웨이백 머신, 시사저널-미디어리서치.
4. ↑  노무현 45.3% : 이회창 34.6%…본보조사[깨진 링크(과거 내용 찾기)], 동아일보-코리아리서치센터.
5. ↑  노무현 후보, 이회창 전 총재에 10.1% 앞서, 동아일보-코리아리서치센터.
6. ↑  이회창-노무현 지지도 오차범위내 접근[깨진 링크(과거 내용 찾기)], YTN-문화일보.
7. ↑  이회창 41.4% 노무현 26.8% …본보-코리아리서치 조사 보관됨 2016-03-04 - 웨이백 머신, 동아일보-코리아리서치센터.
8. ↑  의원 지지도 급상승 보관됨 2015-02-15 - 웨이백 머신, MBC-코리아리서치센터.
9. ↑  3자대결때 이회창-정몽준-노무현順 보관됨 2016-03-04 - 웨이백 머신, 동아일보-코리아리서치센터.
10. ↑  민주 통합신당 대선후보 선호도 鄭42.1%-盧29.5% 보관됨 2018-04-21 - 웨이백 머신, 동아일보-코리아리서치센터.
11. ↑  신동아 대선후보 지지율…李 31.0%, 鄭 27.1%,盧 14.7%[깨진 링크(과거 내용 찾기)], 신동아-코리아리서치센터.
12. ↑  李 36 %, 鄭 22%, 盧 17%  보관됨 2016-03-04 - 웨이백 머신, 동아일보-코리아리서치센터.
13. ↑  盧 42.2% 李 35.2% 본보-KRC 단일화직후 보관됨 2016-03-04 - 웨이백 머신, 동아일보-코리아리서치센터.
14. ↑  수도 충청이전 반대 42% 찬성 31%[깨진 링크(과거 내용 찾기)], 동아일보-리서치센터.

## KBS 출구조사
| 출구조사 | 노무현(새천년민주당) | 이회창(한나라당) | 권영길(민주노동당) | 이한동(하나로국민연합) | 김영규(사회당) | 김길수(호국당) |
| -------- | -------------------- | ---------------- | ------------------ | ---------------------- | -------------- | -------------- |
| 전국(%)  | 49.1                 | 46.8             | 3.5                | 0.3                    | 0.1            | 0.2            |
| 서울     | 49.4                 | 47.2             | 3.1                | 0.1                    | 0.1            | 0.1            |
| 부산     | 30.4                 | 65.9             | 3.5                | 0.1                    | 0.0            | 0.1            |
| 대구     | 19.2                 | 77.2             | 3.3                | 0.1                    | 0.0            | 0.2            |
| 인천     | 51.7                 | 43.3             | 4.7                | 0.1                    | 0.1            | 0.1            |
| 광주     | 95.9                 | 2.9              | 1.0                | 0.1                    | 0.0            | 0.1            |
| 대전     | 55.5                 | 39.7             | 4.6                | 0.2                    | 0.0            | 0.0            |
| 울산     | 38.7                 | 47.7             | 13.1               | 0.3                    | 0.2            | 0.0            |
| 경기     | 52.1                 | 42.4             | 4.8                | 0.5                    | 0.1            | 0.1            |
| 강원     | 40.8                 | 53.2             | 5.3                | 0.5                    | 0.1            | 0.1            |
| 충남     | 52.5                 | 43.2             | 4.0                | 0.2                    | 0.0            | 0.1            |
| 충북     | 49.3                 | 44.9             | 5.1                | 0.3                    | 0.2            | 0.2            |
| 전남     | 95.3                 | 3.4              | 0.9                | 0.3                    | 0.1            | 0.0            |
| 전북     | 92.8                 | 5.5              | 1.5                | 0.2                    | 0.0            | 0.0            |
| 경남     | 30.6                 | 62.7             | 6.2                | 0.2                    | 0.1            | 0.2            |
| 경북     | 23.5                 | 70.9             | 5.2                | 0.3                    | 0.0            | 0.1            |
| 제주     | 57.5                 | 38.9             | 3.1                | 0.1                    | 0.0            | 0.4            |

## 통계
- 선거인수 34,991,529명
- 총투표자수 24,784,963명
- 무효 투표자수 223,047명
- 투표율 70.8%

## 선거 결과
후보자별 득표율
|  | 48.91% |

|  | 46.58% |

|  | 3.89% |

|  | 0.30% |

|  | 0.20% |

|  | 0.08% |

### 지역별 결과
|  | 51.3% |

|  | 45% |

|  | 3.3% |

|  | 0.2% |

|  | 0.1% |

|  | 0.1% |

|  | 66.74% |

|  | 29.85% |

|  | 3.11% |

|  | 0.10% |

|  | 0.10% |

|  | 0.07% |

|  | 77.75% |

|  | 18.67% |

|  | 3.27% |

|  | 0.13% |

|  | 0.10% |

|  | 0.06% |

|  | 49.82% |

|  | 44.56% |

|  | 5.02% |

|  | 0.29% |

|  | 0.16% |

|  | 0.13% |

|  | 95.17% |

|  | 3.57% |

|  | 0.96% |

|  | 0.13% |

|  | 0.10% |

|  | 0.04% |

|  | 55.09% |

|  | 39.82% |

|  | 4.43% |

|  | 0.32% |

|  | 0.21% |

|  | 0.11% |

|  | 52.87% |

|  | 35.27% |

|  | 11.41% |

|  | 0.19% |

|  | 0.14% |

|  | 0.09% |

|  | 50.65% |

|  | 44.18% |

|  | 4.36% |

|  | 0.54% |

|  | 0.16% |

|  | 0.08% |

|  | 52.48% |

|  | 41.51% |

|  | 5.07% |

|  | 0.44% |

|  | 0.35% |

|  | 0.12% |

|  | 50.41% |

|  | 42.89% |

|  | 5.75% |

|  | 0.44% |

|  | 0.35% |

|  | 0.13% |

|  | 52.15% |

|  | 41.22% |

|  | 5.44% |

|  | 0.54% |

|  | 0.47% |

|  | 0.14% |

|  | 91.58% |

|  | 6.19% |

|  | 1.41% |

|  | 0.49% |

|  | 0.23% |

|  | 0.07% |

|  | 93.38% |

|  | 4.62% |

|  | 1.06% |

|  | 0.58% |

|  | 0.24% |

|  | 0.08% |

|  | 73.46% |

|  | 21.65% |

|  | 4.34% |

|  | 0.23% |

|  | 0.20% |

|  | 0.09% |

|  | 67.52% |

|  | 27.08% |

|  | 4.97% |

|  | 0.17% |

|  | 0.16% |

|  | 0.07% |

|  | 56.05% |

|  | 39.93% |

|  | 3.25% |

|  | 0.37% |

|  | 0.28% |

|  | 0.10% |

## 선거 이후
이 선거는 대한민국 정치를 이끈 3김 시대의 종식과 대한민국 정치계의 본격적인 세대 교체론의 대두와 함께 노사모의 등장 등 인터넷 정치 시대의 개막을 알렸다는 점에서 많은 의미를 담고 있다.
한나라당 이회창 후보는 선거 이후 정계 은퇴를 선언하였으나, 2007년 전격적으로 정계에 복귀하게 된다.
노무현 후보의 당선으로 새천년민주당은 정권 연장에 성공하였다. 하지만 노무현 대통령을 위시한 신주류 소장파와 구주류파가 중심인 민주당의 관계는 썩 좋지 않았고, 결국 임기 중이던 2003년 9월 30일 노무현 대통령이 새천년민주당을 탈당함으로써 민주당은 야당으로 전락하게 된다. 그리고 새천년민주당은 2004년 한나라당, 자유민주연합과 함께 노무현 대통령 탄핵안을 가결시키지만, 오히려 민심의 역풍을 맞고 총선에서 참패하며 몰락하고 만다.
열린우리당은 탄핵 역풍의 수혜를 맞고 2004년 제17대 국회의원 총선거에서 압승, 192석을 차지하며 여대야소 구도를 이루게 된다. 노무현 대통령은 탄핵 기각 6일 뒤인 2004년 5월 20일 열린우리당에 공식적으로 입당하였다.
반면 제1야당 한나라당는 선거에서 패배하며 정권 교체를 실패하며 계속 야당시절을 보내게 된다. 이회창 은퇴와 참여정부의 출범 이후 원내 의석수을 악용해 압박하여 참여정부에게 향한 견제를 하기 시작했지만 그러나 2003년 11월 한나라당이 대기업들부터 선거 자금을 받았다는 의혹로 인해 16대 대선 차떼기 사건으로 역풍을 맞게되고 한나라당는 창당 이래 최악의 위기를 맞게된다. 하지만 2004년 3월 17대 총선을 한달 앞두고 제2야당 새천년민주당, 소수야당 자민련와의 공조하여 노무현 대통령의 탄핵을 일으켜 민심의 역풍을 맞게되었지만 17대 총선에서 16년 만에 원내 1당 지위를 상실했지만 개헌 저지선 100석 이상 사수을 하며 선전하는데 만족했다. 이회창 은퇴와 한나라당의 실질적 뿌리 민정계 인사들의 퇴장 이후 박정희 대통령의 차녀 박근혜 대표와 이명박 서울시장의 등장으로 친박계과 친이계이란 거대한 파벌이 등장했다. 이후 두 사람은 17대 대선과 18대 대선에서 나란히 승리하여 대통령이 되었다.